# Sarosa annotata
Sarosa annotata är en fjärilsart som beskrevs av Paul Dognin. Sarosa annotata ingår i släktet Sarosa och familjen björnspinnare. Inga underarter finns listade.